# Bring Your Daughter… to the Slaughter
Bring Your Daughter… to the Slaughter ist ein Lied von Bruce Dickinson aus dem Jahr 1989, das auf dem Soundtrack zu A Nightmare on Elm Street 5: The Dream Child erschien und 1990 auch von seiner Band Iron Maiden auf dem Album No Prayer for the Dying sowie am 24. Dezember 1990 als zweite Single daraus veröffentlicht wurde.

## Hintergrund
Das Lied wurde ursprünglich von Bruce Dickinson für den Soundtrack zu A Nightmare on Elm Street 5: The Dream Child aufgenommen und veröffentlicht, aber Steve Harris gefiel es, also nahm Iron Maiden es neu auf. Während Iron Maiden 1989 eine Tourpause machten, bat Zomba Dickinson, einen Song für A Nightmare on Elm Street 5: The Dream Child zu schreiben. Gemeinsam mit dem ehemaligen Gitarristen von Gillan Janick Gers nahm Dickinson den Song auf, den er angeblich „in etwa drei Minuten“ geschrieben hatte, und das Projekt wurde zu einem Album mit dem Titel Tattooed Millionaire erweitert. Als Steve Harris den fertigen Titel hörte, entschied er, dass er „großartig für Maiden“ sein würde und überzeugte Dickinson, ihn nicht auf sein Soloalbum zu nehmen. Das Lied handelt von der ersten Menstruation und Entjungferung eines Mädchens und wurde von dem Gedicht To His Coy Mistress von Andrew Marvell inspiriert.
Die Originalversion des Liedes, die 1989 eine Goldene Himbeere für den „Worst Original Song“ gewann, unterscheidet sich laut Dickinson „wesentlich von der Iron Maiden-Version“ insoweit, dass „das Arrangement identisch ist, aber meine ist irgendwie... verführerisch. Der von Maiden haut eher voll rein.“ Dickinsons Originalversion war 2001 auf CD 2 von The Best of Bruce Dickinson enthalten.
Bruce Dickinson sagte: „Wir werden dies am Heiligabend als Single veröffentlichen, um Cliff Richard zu Tode zu erschrecken.“ Dies führte dazu, dass der Song mit Cliff Richards Saviour’s Day um die Nummer eins an Weihnachten 1990 konkurrierte, aber da er erst in der Woche nach Weihnachten offiziell veröffentlicht wurde, landete er am 30. Dezember direkt auf Platz eins der britischen Single-Charts 1990. Dies geschah trotz eines Boykotts durch die BBC, die sich etwa weigerte, das Lied auf Radio 1 zu spielen.
Die B-Seite enthält Coverversionen von „I’m a Mover“ (im Original von Free) und Led Zeppelins Communication Breakdown. Zusätzlich zu den standardmäßigen 7-Zoll- und 12-Zoll-Editionen wurde die Single auch als 7-Zoll-Flip-Top-Brain-Pack-Sonderedition veröffentlicht. Der Videoclip enthält Aufnahmen aus The City of the Dead/Horror Hotel (John Llewellyn Moxey, 1960). Wie die meisten Songs des No Prayer for the Dying-Albums wurde Bring Your Daughter... to the Slaughter im Anschluss an die Tour zum Album selten live gespielt, und die Band spielte es nur an wenigen Terminen in den Jahren 1992, 1993 und 2003.

## Rezeption
Es ist bis heute die einzige britische Nummer-eins-Single der Band, obwohl sie etwa bei der BBC kaum gespielt wurde. Das Lied erreichte außerdem Platz eins der finnischen Single-Charts und erreichte Platz sechs in Irland sowie Platz 19 in der Schweiz, Platz 17 in den Niederlanden und Platz 47 in Neuseeland.